# Gluta elegans
Gluta elegans là một loài thực vật có hoa trong họ Đào lộn hột. Loài này được Nathaniel Wallich mô tả khoa học đầu tiên năm 1824 dưới danh pháp Syndesmis elegans. Năm 1875 Kurz chuyển nó sang chi Gluta.